# Frank Herbert
Frank Herbert (ur. 8 października 1920 w Tacoma, zm. 11 lutego 1986 w Madison) – amerykański pisarz science fiction. Znany przede wszystkim jako autor wielokrotnie nagradzanej serii powieści Kroniki Diuny.
Podczas II wojny światowej służył w amerykańskiej marynarce wojennej. Po wojnie pracował m.in. jako operator telewizyjny, fotograf, komentator radiowy, reporter i redaktor gazet, był również poławiaczem małży i degustatorem win.

## Twórczość
Twórczość Herberta określana jest jako soft science fiction i łączy zagadnienia z zakresu ekologii, filozofii, teologii, psychologii i ekonomii. Herbert koncentruje się na naturze człowieka, na jego możliwościach i niebezpieczeństwach, które mu grożą ze strony wymykającej się spod kontroli techniki, systemów totalitarnych i narkotyków zmieniających stan świadomości. Inspirowały go religie: buddyzm, którego był wyznawcą, a także islam. Pisarstwo Herberta bardziej skupia się na przyszłości samego człowieka niż tworzonej przez niego techniki.
Jego pierwsze opowiadanie nie należało do gatunku SF, a ukazało się w magazynie Esquire. W prasie fantastycznonaukowej zaczął publikować od 1952, nie odnosząc wielkich sukcesów. Zaistniał dopiero w 1956 po wydaniu powieści Dragon in the Sea, która została określona jako „fantastycznonaukowy kryminał ze skomplikowanym śledztwem psychologicznym”.

### Saga Diuny
Następną powieścią była Diuna. Początkowo drukowana w czasopiśmie Analog Science Fact and Fiction w latach 1963–1965, wydania książkowego doczekała się w 1965 roku, zdobywając uznanie czytelników i krytyków, którzy uhonorowali ją nagrodami Hugo i Nebula.
Zachęcony olbrzymim sukcesem, Frank Herbert stworzył całą serię powieści Kroniki Diuny, których akcja rozgrywała się głównie na pustynnej planecie Arrakis. Kroniki Diuny są najbardziej poczytną i zdaniem wielu krytyków najlepiej opracowaną serią książek fantastycznonaukowych na świecie. Są to kolejno:
- Diuna (Dune, 1965)
- Mesjasz Diuny (Dune Messiah, 1969)
- Dzieci Diuny (Children of Dune, 1976)
- Bóg Imperator Diuny (w innym wydaniu Bóg Cesarz Diuny; God Emperor of Dune, 1981)
- Heretycy Diuny (Heretics of Dune, 1983)
- Diuna: Kapitularz (w innym wydaniu Kapituła Diuną, Chapterhouse: Dune, 1985)

Śmierć Herberta przerwała cykl, jednak autor pozostawił znaczną ilość materiałów, a w skrytkach depozytowych szkic kolejnej powieści, rozwijającej wątki rozpoczęte w tomie piątym i szóstym. Na kontynuację pracy nad sagą zdecydował się syn Herberta, Brian Herbert, który wspólnie z Kevinem J. Andersonem stworzył także liczne spin-offy serii.
Ponadto cykl Kroniki Diuny uzupełniają następujące pozycje:
- Eye (1985; zbiór opowiadań Franka Herberta zawierający krótki tekst Road to Dune ilustrowany przez Jima Burnsa, stanowiący swego rodzaju przewodnik po mieście Arrakin)
- Songs of Muad’Dib (1992; zbiór wierszy Franka Herberta pochodzących z powieści z cyklu Kroniki Diuny, pod redakcją Briana Herberta)
- Droga na Diunę (Road To Dune, 2005; zbiór zawierający alternatywną wersję powieści Diuna zatytułowaną Spice Planet (napisaną przez Briana Herberta i Kevina J. Andersona na podstawie notatek Franka Herberta), oryginalną propozycję artykułu They Stopped the Moving Sands, który bezpośrednio zainspirował Franka Herberta do napisania Diuny, liczną korespondencję autora Diuny i odmowy wydawnictw, które nie chciały przyjąć książki do druku, 12 niepublikowanych i alternatywnych wersji scen i rozdziałów Diuny i 5 Mesjasza Diuny oraz cztery opowiadania Briana Herberta i Kevina J. Andersona: A Whisper of Caladan Seas (opowiadanie, którego akcja rozgrywa się podczas ataku Harkonnenów na Atrydów), Hunting Harkonnens (stanowiące swego rodzaju wprowadzenie do powieści Butlerian Jihad), Whipping Mek (stanowiące swego rodzaju wprowadzenie do powieści Machine Crusade) i The Faces of a Martyr (stanowiące swego rodzaju wprowadzenie do powieści The Battle of Corrin))

### Saga Diuna
- Diuna (Dune, 1965), w Polsce w 1985 roku (w dwu tomach)
- Mesjasz Diuny (Dune Messiah, 1969), w Polsce w 1992 roku
- Dzieci Diuny (Children of Dune, 1976), w Polsce w 1992 roku
- Bóg Imperator Diuny (w innym wydaniu Bóg Cesarz Diuny; God Emperor of Dune, 1981), w Polsce w 1992 roku
- Heretycy Diuny (Heretics of Dune, 1983), w Polsce w 1993 roku
- Kapitularz Diuną (w innym wydaniu Kapituła Diuną, Chapterhouse: Dune, 1985), w Polsce w 1993 roku

### Seria Destination: Void
- Destination: Void, 1978
- Epizod z Jezusem (The Jesus Incident, 1979), wraz z Billem Ransomem, w Polsce w 1997 roku
- Efekt Łazarza (The Lazarus Effect, 1983), wraz z Billem Ransomem, w Polsce w 1997 roku
- The Ascension Factor, 1988, wraz z Billem Ransomem

### Inne powieści
- The Dragon in the Sea 1956
- Zielony mózg (The Green Brain, 1965), w Polsce w 1993 roku
- Oczy Heisenberga (The Eyes of Heisenberg, 1966), w Polsce w 1993 roku
- Władcy niebios (The Heaven Makers, 1968), w Polsce w 1993 roku
- The Santaroga Barrier, 1968
- Ubiczowana gwiazda (inny polski tytuł: Gwiazda Chłosty) (Whipping Star, 1970), w Polsce w 1992 roku
- Twórcy bogów (The Godmakers, 1972), w Polsce w 1993 roku
- Soul Catcher, 1972
- Hellstrom’s Hive, 1973
- The Dosadi Experiment, 1978
- Direct Descent, 1980
- The White Plague, 1982
- Man of Two Worlds, 1986

### Zbiory opowiadań
- The Worlds of Frank Herbert 1970
- The Book of Frank Herbert 1973
- The Best of Frank Herbert 1975
- The Priests of Psi 1980
- Eye 1985

### Opowiadania
- „Survival of the Cunning”, w Esquire 1945.
- „Yellow Fire”, w Alaska Life (Alaska Territorial Magazine), 1947.
- „Looking for Something?”, w Startling Stories, 1952.
- „Operation Syndrome”, w Astounding, 1954
- „The Gone Dogs”, w Amazing, 1954.
- „Packrat Planet”, w Astounding, 1954.
- „Rat Race”, w Astounding, 1955.
- „Occupation Force”, w Fantastic, 1955.
- „The Nothing”, w Fantastic Universe, 1956.
- „Cease Fire”, w Astounding, 1956.
- „Old Rambling House”, w Galaxy, 1958.
- „You Take the High Road”, w Astounding, 1958.
- „A Matter of Traces”, w Fantastic Universe, 1958.
- „Missing Link”, w Astounding, 1959.
- „Operation Haystack”, w Astounding, 1959.
- „The Priests of Psi”, w Fantastic, 1960.
- „Egg and Ashes”, w Worlds of If, 1960.
- „A-W-F Unlimited”, w Galaxy, 1961.
- „Try to Remember”, w Amazing, 1961.
- „Mating Call”, w Galaxy, 1961.
- „Mindfield”, w Amazing, 1962.
- „The Mary Celeste Move”, w Analog, 1964.
- „The Tactful Saboteur”, w Galaxy, 1964.
- „Greenslaves”, w Amazing, 1965.
- „Committee of the Whole”, w Galaxy, 1965.
- „The GM Effect”, w Analog, 1965.
- „Do I Wake or Dream?”, w Galaxy, 1965.
- „The Primitives”, w Galaxy, 1966.
- „Escape Felicity”, w Analog, 1966.
- „By the Book”, w Analog, 1966.
- „The Featherbedders”, w Analog, 1967.
- „The Mind Bomb” (lub „The Being Machine”), w Worlds of If, 1969.
- „Seed Stock”, w Analog, 1970.
- „Murder Will In”, w The Magazine of Fantasy and Science Fiction, 1970.
- „Project 40”, w Galaxy, 1970.
- „Encounter in a Lonely Place”, w The Book of Frank Herbert, 1973.
- „Gambling Device”, w The Book of Frank Herbert New York, 1973.
- „Passage for Piano”, w The Book of Frank Herbert New York, 1973.
- „The Death of a City”, w Future City, 1973.
- „Come to the Party”, wraz z F. M. Busby, w Analog, 1978.
- „Songs of a Sentient Flute”, w Analog, 1979.
- „Frogs and Scientists”, w Destinies, 1979.
- „Feathered Pigs”, w Destinies, 1979.
- „The Road to Dune”, w Eye, 1985.